# Radio Elvis
Pour les articles homonymes, voir Radio et Elvis (homonymie).
Ne doit pas être confondu avec Roméo Elvis.
Radio Elvis est un groupe de rock français, originaire de Paris. Formé en 2013, il est composé de Pierre Guénard (chant et guitare), Manu Ralambo (guitare électrique et basse) et Colin Russeil (batterie-claviers). Leur premier album, Les Conquêtes, sort le 1er avril 2016.
Ils sont remarqués au concours Sosh-Les Inrocks Lab grâce à leurs ballades oniriques portées par les textes poétiques de Pierre Guénard, qui tire son inspiration de figures littéraires telles que Antoine de Saint-Exupéry, Jack London et John Fante.
Le 27 avril 2022 le groupe annonce sur les réseaux sociaux se mettre en "stand bye" alors qu'il préparait un troisième album.

## Biographie
Originaire du Poitou, le chanteur et leader du groupe Pierre Guénard exerce son talent d'écriture poétique dans les scènes slam, où il présente pour la première fois ses textes au public. Il s'installe à Paris en 2009 et compose ses premières chansons sous le nom de Radio Elvis. Radio Elvis prend sa forme actuelle quatre ans plus tard avec le guitariste, bassiste Manu Ralambo et le batteur Colin Russeil.
Le groupe participe au « Radio Crochet Inter », organisé par France Inter en 2013 et parvient en finale du concours  SOSH-Les Inrocks Lab.
Ils remportent de nombreux autres prix en 2015, notamment le prix du jury des INOUIS du Printemps de Bourges et le prix Charles Cros.

## Discographie
En 2013, grâce à un financement participatif, le groupe sort cinq-cents exemplaires d'un EP Juste avant la Ruée. Le disque est envoyé aux maisons de disques et vendu après leurs concerts.
Juste avant la Ruée reparaît en 2014 chez PIAS.
Un deuxième EP, Les Moissons, est édité en 2015.
Leur premier album, Les Conquêtes, sort le 1er avril 2016 ; il est présenté lors d'un concert à La Maroquinerie le 6 avril 2016, puis à La Cigale en novembre 2016. Le disque comprend onze morceaux dont le dernier dure plus de 13 minutes. Les influences musicales sont à chercher du côté de Dominique A et Noir Désir. Il remporte une Victoire de la musique dans la catégorie "album révélation" en février 2017.
Leur deuxième album "Ces garçons-là" sort en novembre 2018 ; il est présenté à La Maroquinerie le 15 novembre 2018 et au Trianon le 4 avril 2019.

## Membres
- Pierre Guénard - chant, guitare
- Manu Ralambo - guitare électrique, basse
- Colin Russeil - batterie, claviers

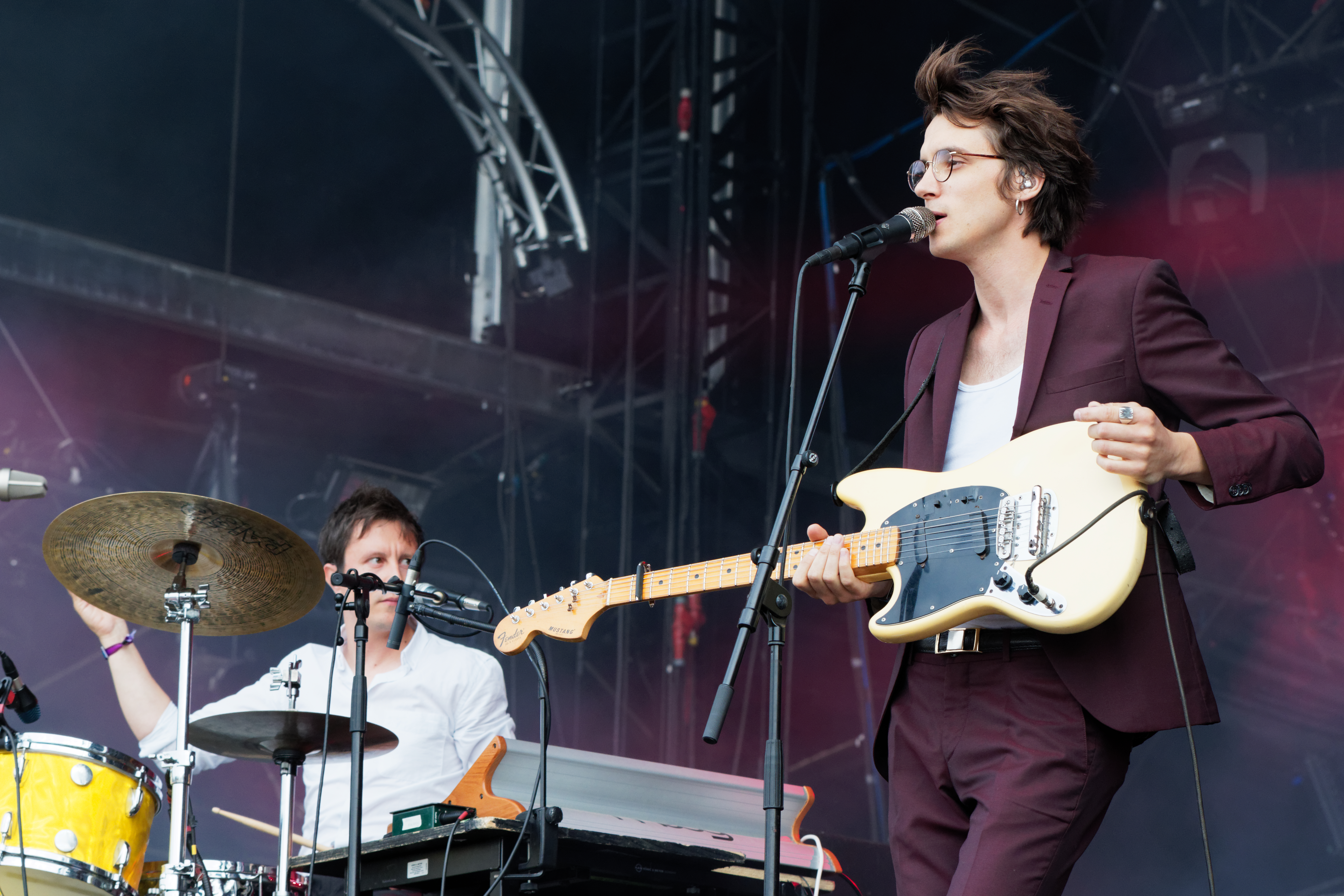
Colin Russeil et  Pierre Guénard
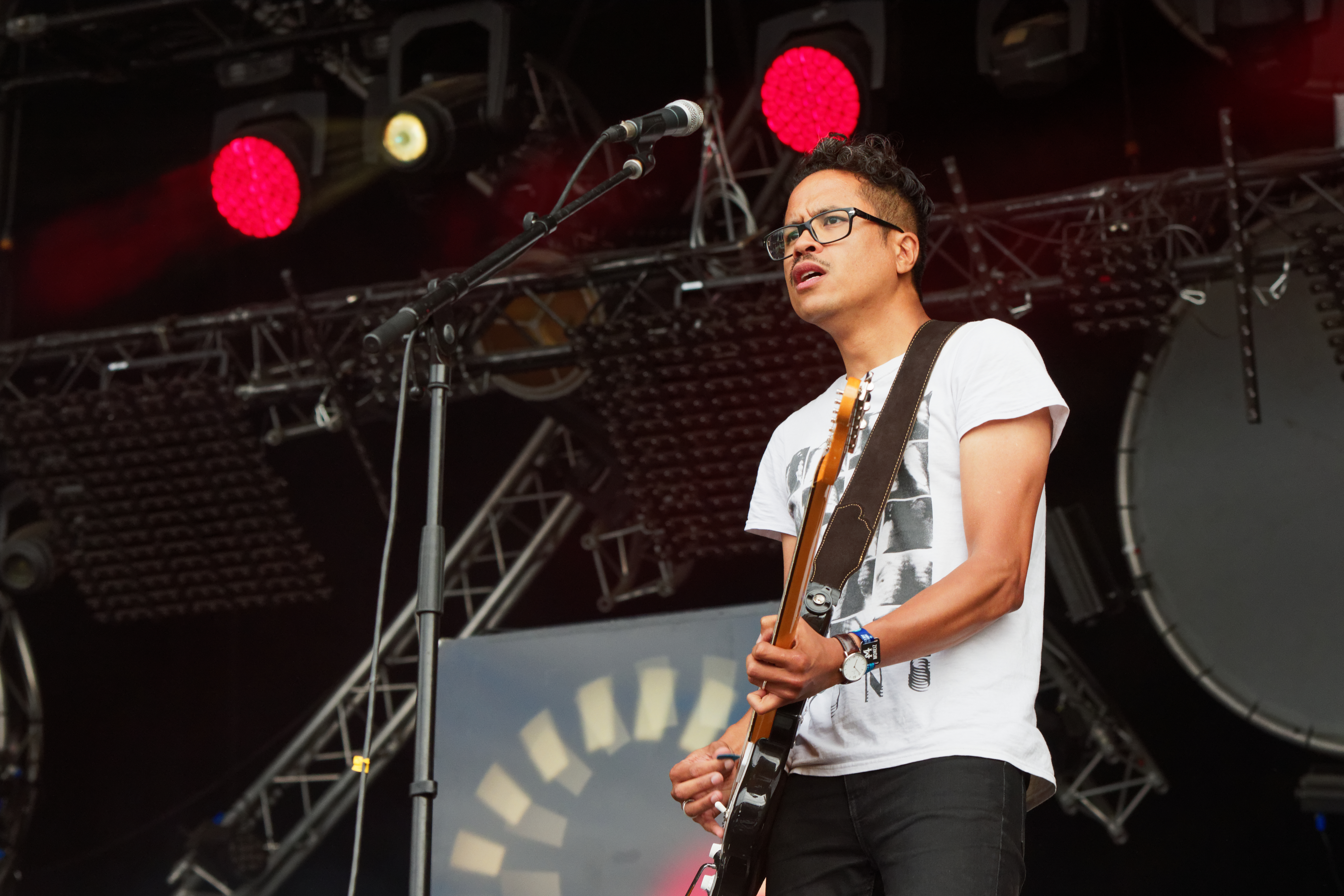
Manu Ralambo

## Discographie

### Album studio
- 2016 : Les Conquêtes
- 2018 : Ces garçons-là

### EP
- 2013 : Juste avant la ruée
- 2015 : Les Moissons

### Singles
- 2019 : C'était l'hiver (reprise de Francis Cabrel)

### Album live
- 2015 : Live aux Pias Nites

## Récompenses
- Finaliste 2014 du Concours Sosh-Les Inrocks Lab
- Lauréat du Pic d'Or à Tarbes en mai 2014
- Parmi les groupes sélectionnés du Radio Crochet Inter / France Inter
- Prix du Jury iNOUïS 2015 du Printemps de Bourges
- FAIR 2015
- Prix Félix Leclerc
- Coup de cœur Charles Cros 2015
- Lauréat Paris Jeunes Talents
- Prix album révélation de l'année 2016 du Prix des Indés
- Vainqueurs aux Victoires de la Musique 2017 dans la catégorie « Album Révélation »